# Alina Janowska
Alina Janowska, Alina Maria Janowska-Zabłocka (Varsó, 1923. április 16. – Varsó, 2017. november 13.) lengyel színésznő.

## Filmjei

### Mozifilmek
- Zakazane piosenki (1947)
- Az utolsó állomás (Ostatni etap) (1948)
- Ślepy tor (1948)
- Skarb (1949)
- Czarci żleb (1950)
- Powrót (1960)
- Czas przeszły (1961)
- Sámson (Samson) (1961)
- Spóźnieni przechodnie (1962)
- Bakfis (Smarkula) (1963)
- Poradnik matrymonialny (1968)
- Harkály (Dzięcioł) (1971)
- Dulszka asszony erkölcse (Dulscy) (1976)
- Na tropach Bartka (1982)
- Miłość z listy przebojów (1985)
- Oh, Karol! (Och, Karol) (1985)
- Angels Are Wired (1990, rövidfilm)
- Femina (1991)
- Felső tízezer dollár (V.I.P.) (1991)
- Rozmowy kontrolowane (1991)
- Niezawodny system (2008)
- Ostatnia akcja (2009)

### Tv-filmek
- Pożarowisko (1969, tv-rövidfilm)
- Utazás egy mosolyért (Podróż za jeden uśmiech) (1972)
- Wielka miłość Balzaka (1973)
- A bábu (Lalka) (1978)
- Tylko Kaśka (1981)
- Gwiazdka w Złotopolicach (1999)
- Wszyscy święci (2002)

### Tv-sorozatok
- Wojna domowa (1965–1966, 15 epizódban)
- Kockázat (Stawka większa niż życie) (1968, egy epizódban)
- Samochodzik i templariusze (1971, egy epizódban)
- Czterdziestolatek (1977, egy epizódban)
- Rodzina Leśniewskich (1978, egy epizódban)
- Kłusownik (1980)
- 5 dni z życia emeryta (1985)
- Czterdziestolatek, 20 lat później (1993, egy epizódban)
- Złotopolscy (1997–2006, öt epizódban)
- Niania (2007, egy epizódban)
- Plebania (2010–2011)
- Na dobre i na złe (2011, egy epizódban)